# Cultura de Moldavia
La localización del país, en el punto de contacto entre Europa Central y Europa del Este, hacen que su cultura esté influida fuertemente por las dos regiones. En los últimos dos siglos, Europa Occidental también influyó significativamente en Moldavia, especialmente Francia y, en menor medida, Alemania. Hubo también una influencia de la cultura rusa, después de la anexión hecha por el Imperio ruso en 1812, y después en 1940 (cuando Moldavia formaba parte de Rumania) por la Unión Soviética. La historia y la cultura de Moldavia no se pueden entender sin estudiar la historia y la cultura de Rumania. 
La literatura rumana fue poco difundida fuera del país, aunque en los últimos 150 años han surgido algunos escritores que han alcanzado notoriedad a nivel europeo e incluso mundial. Los ejemplos incluyen a Mihai Eminescu, considerado el principal poeta rumano, Constantin Virgil Gheorghiu, autor de la famosa novela La hora 25, que se desarrolla durante la ocupación nazi, Mircea Eliade, Eugène Ionesco o Panait Istrati. También, Grigore Vieru y Adrian Păunescu son dos poetas rumanos importantes del siglo XX, nacidos en Moldavia. 
| Fecha           | Nombre en castellano                                                                               | Nombre local                            |
| --------------- | -------------------------------------------------------------------------------------------------- | --------------------------------------- |
| 1 de enero      | Comienzo del año nuevo.                                                                            |                                         |
| 6 de enero      | Bautizo del Señor                                                                                  | Boboteaza                               |
| 1 de marzo      | Comienzo de la primavera                                                                           | Mărţişor                                |
| 8 de marzo      | Día internacional de la mujer                                                                      |                                         |
| 1 de mayo       | Día Internacional de los Trabajadores                                                              |                                         |
| 1 de diciembre  | Día nacional de Rumania (a veces, referido a el Día de la Unión)                                   | Ziua Naţională a României (Ziua Unirii) |
| 25 de diciembre | Navidad (la Iglesia Ortodoxa Rumana lo celebra este día, a diferencia de otras iglesias ortodoxas) |                                         |

- Datos: Q2995676
- Multimedia: Culture of Moldova / Q2995676